# Ulli Kaden
Ulrich „Ulli“ Kaden (* 9. März 1959 in München) ist ein ehemaliger deutscher Boxer im Superschwergewicht. Er war unter anderem neunfacher DDR-Meister (1980–1988), zweifacher Europameister (1987, 1989), Weltcupsieger (1987) und Teilnehmer der Olympischen Sommerspiele 1988 in Seoul.

## Boxkarriere

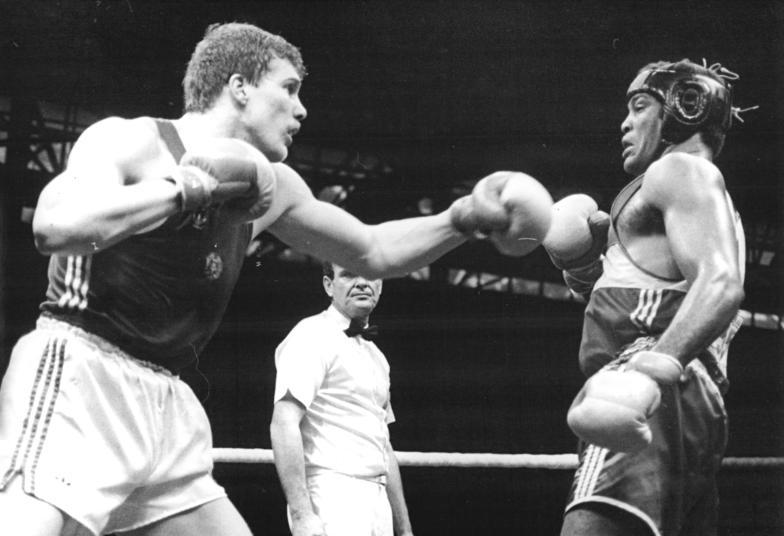
Kaden besiegt am 9. März 1986 Teófilo Stevenson (Kuba) im Finale des 15. Chemiepokal in Halle

Kaden begann 1971 im Alter von 12 Jahren im Club BSG Motor Schwarzenberg mit dem Boxsport und wurde von Siegfried Beyer, dem Vater des späteren Boxweltmeisters Markus Beyer, trainiert. 1975 wechselte er zum Club SG Wismut Gera und wurde dort im Laufe seiner Karriere von Bernhard Zeh, Hans-Jürgen Voigtländer, Manfred Scheffler und Rudi Rochel betreut. In der höchsten Gewichtsklasse, dem Schwergewicht boxend, wurde er 1977 DDR-Juniorenmeister und gewann 1978 nach einer Finalniederlage gegen Petar Stoimenow die Silbermedaille bei der Junioren-Europameisterschaft in Dublin. Bei seiner ersten DDR-Meisterschaft der Erwachsenen, 1978 in Gera, gewann er hinter Jürgen Fanghänel und Dietmar Mayer eine Bronzemedaille. 1979 verlor er den Finalkampf gegen Fanghänel und wurde DDR-Vizemeister.
Ab 1980 wurden Wettkämpfe im neugeschaffenen Superschwergewicht (+91 kg) ausgetragen. Kaden stieg in diese Klasse auf und wurde 1980 der erste DDR-Titelträger, nachdem er im Finale Dietmar Mayer in der ersten Runde vorzeitig besiegt hatte. 1981 wiederholte er den DDR-Titelgewinn mit einem erneuten Finalsieg in der ersten Runde gegen Dietmar Mayer. Er konnte daraufhin auch an der Europameisterschaft 1981 in Tampere teilnehmen und gewann eine Bronzemedaille, nachdem er im Halbfinale gegen den späteren Goldmedaillengewinner Francesco Damiani ausgeschieden war. 1981 hatte er bereits eine Bilanz von 106 Kämpfen mit 87 Siegen. 
1982 und 1983 wurde er wieder DDR-Meister und hatte in den finalen Kämpfen Werner Kohnert und Sven Karberg bezwungen. Er startete dann bei der Europameisterschaft 1983 in Warna und wurde Vize-Europameister, nachdem er verletzungsbedingt kampflos durch Nichtantritt im Finale gegen Francesco Damiani verlor. Als einer der besten Boxer Europas wurde er dann auch für den Weltcup 1983 in Rom nominiert und gewann dort nach einer erneuten Niederlage im Halbfinale gegen Francesco Damiani eine Bronzemedaille.
1984, 1985 und 1986 wurde er erneut dreimal in Folge DDR-Meister, wobei er alle drei Finalkämpfe jeweils in der ersten Runde gegen Mario Anders und zweimal gegen Lutz Philipp für sich entscheiden konnte. Zudem wurde er 1984 mit Wismut Gera auch DDR-Mannschaftsmeister. Bei seiner ersten und zugleich einzigen Teilnahme an einer Weltmeisterschaft, 1986 in Reno, verlor er in der Vorrunde gegen den kubanischen Ausnahmeathleten Teófilo Stevenson.
1987 wurde er mit einem Finalsieg in der ersten Runde gegen Ingo Neumann wieder DDR-Meister, gewann mit Siegen gegen Dorin Racaru, Janusz Zarenkiewicz, Biagio Chianese und Alexander Jagubkin die Europameisterschaft in Turin sowie mit siegreichen Kämpfen gegen Lennox Lewis, Aziz Salihu und Wjatscheslaw Jakowlew den Weltcup in Belgrad.
Aufgrund dieser Erfolge wurde er von der DDR für die Olympischen Spiele 1988 in Seoul nominiert, wo er in der Vorrunde erneut Aziz Salihu bezwang, dann aber im Viertelfinale vorzeitig in der ersten Runde gegen den späteren Goldmedaillengewinner Lennox Lewis unterlag. Zudem wurde er im selben Jahr mit einem Finalsieg gegen Jürgen Pfeiffer letztmals DDR-Meister. 1988 wurde er vom Deutschen Turn- und Sportbund mit dem Titel Verdienter Meister des Sports ausgezeichnet.
Bei der Europameisterschaft 1989 in Athen wiederholte er den Titelgewinn, nachdem er sich jeweils gegen Biko Botowamungu, Alexander Miroschnitschenko und Giorgios Tsahakis durchgesetzt hatte.
Im Anschluss boxte er in der Saison 1989/90 noch in der 1. Bundesliga und wurde mit CSC Frankfurt Deutscher Mannschaftsmeister.

### Weitere Erfolge (Auswahl)
Beim prestigeträchtigen TSC-Turnier gewann er 1980, 1984, 1987 und 1988 Gold, wobei ihm auch ein Sieg gegen den Kubaner Jorge Luis González gelang. Beim bekannten Chemiepokal in Halle (Saale) gewann er 1982, 1986 und 1989 Gold, wobei er zweimal gegen Teófilo Stevenson, einmal durch Disqualifikation und einmal mit 5:0 nach Punkten, siegen konnte. Zudem gewann er 1981, 1983, 1984 und 1988 Silber, sowie 1987 Bronze.
- April 1989: 1. Platz beim Gee-Bee Tournament in Finnland[23]
- April 1988: 1. Platz beim French Open Tournament in Frankreich[24]
- März 1988: 2. Platz beim Pre-Olympic Tournament in Südkorea[25]
- November 1987: 1. Platz beim Copenhagen Cup in Dänemark[26]
- April 1987: 1. Platz beim Gee-Bee Tournament in Finnland[27]
- Oktober 1986: 1. Platz beim International Tournament von Wiener Neustadt in Österreich[28]
- März 1986: 1. Platz beim Trofeo Italia Tournament in Italien[29]
- April 1985: 3. Platz beim Gee-Bee Tournament in Finnland[30]
- August 1984: 3. Platz bei den Wettkämpfen der Freundschaft in Kuba[31]
- April 1984: 1. Platz beim Gee-Bee Tournament in Finnland[32]
- August 1983: 1. Platz beim International Tournament Phongyang in Nordkorea[33]
- März 1982: 1. Platz beim Grand Prix Tournament von Usti in der Tschechoslowakei[34]
- März 1981: 2. Platz beim Trofeo Italia Tournament in Italien[35]
- November 1980: 1. Platz beim Tammer-Turnier in Finnland[36]
- April 1980: 2. Platz beim Grand Prix Tournament von Usti in der Tschechoslowakei[37]
- November 1979: 1. Platz beim Golden Gloves of Belgrade Tournament in Jugoslawien[38]
- August 1979: 2. Platz beim Pre-Olympic Tournament in der Sowjetunion[39]
- August 1977: 1. Platz beim Friendship Tournament in Nordkorea[40]
- Mai 1977: 1. Platz beim International Junior Tournament in Deutschland[41]

## Sonstiges
Ulli Kaden arbeitete während seiner Wettkampfkarriere auch als Elektromonteur und nach seiner aktiven Karriere als Pädagoge und Boxtrainer bei Wismut Gera. 2018 war er für einige Wochen Trainer beim Magdeburger Boxstall SES, wo er den verletzungsbedingt ausgefallenen Dirk Dzemski vertrat.
Kaden ist verheiratet und Vater einer 1987 geborenen Tochter.

## Medien
- Legenden des Geraer Boxsports – Ulli Kaden, Thüringer Lernsender